# Велики князе на Владимир
Това е списък на великите князе на Владимирско-Суздалското княжество. Те приемат тази титла през 1169, когато Андрей Боголюбски превзема Киев, столицата на Киевска Рус.
- Андрей I Боголюбски (1168-1174)
- Михаил I (1174-1176)
- Всеволод III Голямото гнездо (1176-1212)
- Юрий II (1212-1216)
- Константин (1216-1218)
- Юрий II (1218-1238), повторно
- Ярослав II (1238-1246)
- Светослав III (1246-1249)
- Андрей II (1249-1252)
- Александър I Невски (1252-1263)
- Ярослав III Тверски (1263-1271)
- Василий Костромски (1272-1276)
- Дмитрий I Переяславски (1276-1294)
- Андрей III Городецки (1294-1304)
- Михаил II Тверски (1304-1318)
- Юрий III Московски (1318-1325)
- Дмитрий II Тверски (1322-1326)
- Александър II Тверски (1326-1327)
- Иван I Калита (1328-1340)
- Симеон Горди (1340-1353)
- Иван II Красиви (1353-1359)
- Дмитрий III Суздалски (1359-1362)

От средата на 13 век град Владимир е само официална столица на великите князе, като всеки управлява от наследственото си владение. Дмитрий Суздалски е последният велик княз, който не управлява от Москва.
За следващите велики князе вижте Велик княз на Москва.